# Eunice Gayson
Eunice Gayson (Croydon (Londen), 17 maart 1928 – 8 juni 2018), geboren als Eunice Sargaison, was een Britse actrice. Ze begon haar carrière in 1948. Ze speelde bondgirl Sylvia Trench in Dr. No in 1962 en From Russia with Love in 1963.

## Beknopte filmografie
- Carry On Admiral, 1957
- The Revenge of Frankenstein, 1958
- Dr. No, 1962
- From Russia with Love, 1963
- The Saint, 1964-1965
- The Avengers, 1966

- Biblioteca Nacional de España: XX5282023
- Bibliothèque nationale de France: cb14180719w (data)
- Gemeinsame Normdatei: 1052370985
- International Standard Name Identifier: 0000 0001 1950 9403
- Library of Congress Control Number: no2005098096
- MusicBrainz: 37f1c3b8-bc45-4792-9922-75f4b59b1446
- Virtual International Authority File: 71132322
- WorldCat: E39PBJcrcdCBcc7qxhKQkCWCcP